# Вонтайсинь
Вонтайсинь? (иер. 黃大仙, ютпх. Wong4daai6sin1, кит.-рус. Хуандасянь), также Вонг-Тай-Син (англ. Wong Tai Sin) — один из 18 округов Гонконга. Расположен в северо-восточной части Коулуна. Является единственным округом Гонконга, не имеющим выхода к морю.

## История
Округ получил своё название от расположенного здесь храма Вонг-Тай-Син.

## Население
В 2006 году в округе проживало 424 тыс. человек. Вонг-Тай-Син является одним из самых густонаселенных и беднейших округов Гонконга.

### Религия
В округе расположены храмы Вонг Тай Син, Квун Ям, Тин Хау, монастырь Чи Лин, церковь пятидесятников Винг Квонг.

## Экономика
В округе расположена штаб-квартира инвестиционного фонда «Link Real Estate Investment Trust».

### Торговля
Крупнейшие торговые центры округа — «Плаза Голливуд», «Вонг Тай Син», «Микики» «Лунг Чэунг Молл», «Лунг Пун Корт», «Чук Юэн».

## Транспорт
- Линия MTR «Квунг Тонг» соединяет округ с Яучиммон, Куньтон и Сайкун
- Шоссе Лунг Чэунг Роуд связывает округ с Куньтон и Самсёйпоу
- Тоннель Тейтс Кэйрн соединяет округ с Сатхинь

## Достопримечательности
- Деревня Нга-Цин-Вай-Цюн

### Парки
- Нан Лиан Гарден
- Морс Парк

## Образование
- Колледж Хо Лап

## Здравоохранение
- Госпиталь Вонг Тай Син
- Госпиталь Ор Леди оф Марикнолл
- Дом престарелых Сент-Джозеф